# Menkea sphaerocarpa
Menkea sphaerocarpa är en korsblommig växtart som beskrevs av Ferdinand von Mueller. Menkea sphaerocarpa ingår i släktet Menkea och familjen korsblommiga växter. Inga underarter finns listade i Catalogue of Life.

## Bildgalleri

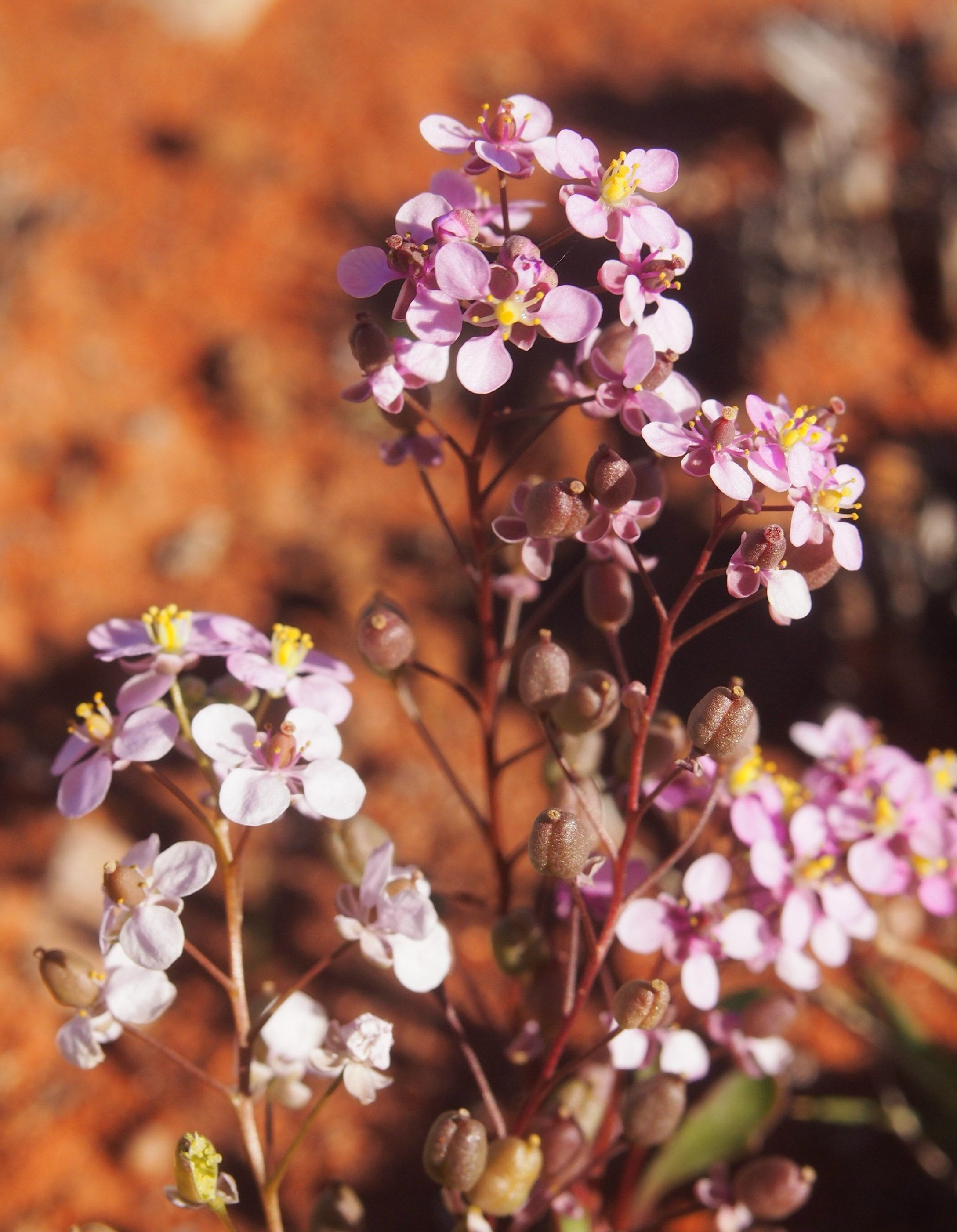
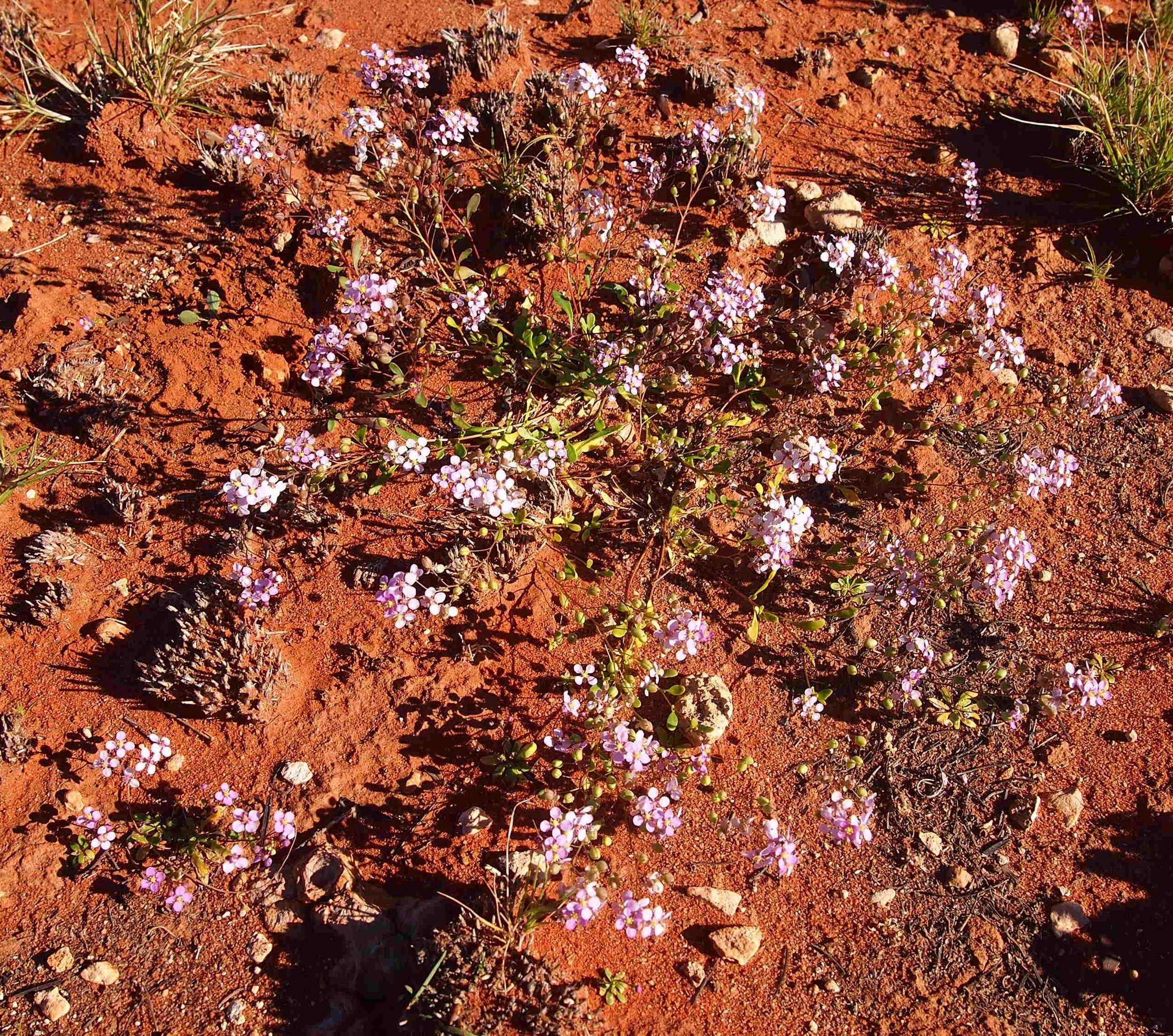